# Pannonia Prima
Pannonia Prima fue una antigua provincia romana. Fue formada en el año 296, durante el reinado del Emperador Diocleciano. Anteriormente, formó parte de Panonia Superior, que, junto con Panonia Inferior, quedó dividida en cuatro unidades administrativas: Pannonia Prima, Panonia Secunda, Valeria, y Savia. Esta transición se completó en la época de Constantino. Según la Notitia Dignitatum, Panonia Prima estaba gobernada por un Praeses.

## Geografía
Pannonia Prima incluía partes de las actuales Hungría, Austria, Croacia, Eslovenia y Eslovaquia. Su capital estaba en Savaria (actual Szombathely), ciudad construida durante el reinado de Claudio. Esta ciudad se encuentra en un importante nudo de comunicaciones entre la ruta del Ámbar que conecta Italia con Hungría y la carretera entre Treveris y Sirmium. Otras ciudades importantes en la provincia fueron Vindobona (moderna Viena), y Scarbantia (actual Sopron). La ciudad de Sirmium en Panonia Secunda tenía el control administrativo sobre la recién creada Diócesis de Panonia, Dalmacia y Noricum.
Pannonia Prima constituía el cuadrante noroccidental de la llanura de Panonia. Limitaba al oeste con los Alpes, que se extienden desde el Danubio hasta el Mar Adriático, y pertenecían a las provincias de Noricum. Al norte estaba delimitada por el Danubio y al sur por el Drava. Al este, se separaba de Valeria por una frontera arbitraria norte-sur, tangente al extremo este del lacus Pelso (Lago Balaton). En el otro extremo se levantaba el fuerte de Valcum (moderno Fenékpuszta), cerca de la carretera entre Sirmium-Savaria. Esta fortaleza data de la época de Constantino y era un centro de los latifundios imperiales. La única frontera de Panonia con el exterior del imperio era la del Danubio, y era fácilmente defendible; por lo que sólo había unos pocos fuertes guarneciendo el paso.

## Decadencia y Caída
El emperador Graciano (367-383) permitió a los Hunos establecerse como foederati en Panonia. Hacia 375, la moneda romana había dejado ya de circular por todo Panonia al norte del Drave (incluyendo Panonia Prima), lo que indica la débil influencia romana en la zona por entonces. Los foederati y los bárbaros Visigodos y Hunos causaban problemas, y la situación en Panonia fue descrita por Claudiano como "un continuo asedio" en 399. Pannonia Prima resistió bajo el mando de Genérido pero fue finalmente anexionada por los hunos en 427. Roma nunca recuperaría el control de esta zona, pero seguía siendo una provincia Romana, hasta la caída del Reino Ostrogodo en 553.